# Tailandia en los Juegos Paralímpicos de Atlanta 1996
Tailandia estuvo representada en los Juegos Paralímpicos de Atlanta 1996 por siete deportistas masculinos.

## Medallistas
El equipo paralímpico tailandés obtuvo las siguientes medallas:
| Nombre                | Deporte   | Evento                    |
| --------------------- | --------- | ------------------------- |
| Oro                   |           |                           |
| —                     |           |                           |
| Plata                 |           |                           |
| —                     |           |                           |
| Bronce                |           |                           |
| Prasopchoke Klunngern | Atletismo | 10 000 m T52-53 masculino |
| Panom Lagsanaprim     | Natación  | 100 m braza B1 masculino  |